# Suffragette City
Suffragette City is een nummer van de Britse muzikant David Bowie, uitgebracht als de voorlaatste track van het album The Rise and Fall of Ziggy Stardust and the Spiders from Mars uit 1972. In 1976 werd het nummer uitgebracht op single ter promotie van het nieuwe compilatiealbum Changesonebowie, met de voorgaande single Stay van het album Station to Station op de B-kant. Het nummer kwam niet in de hitlijsten terecht, maar piekte in de nasleep van Bowie's overlijden op 10 januari 2016 op de 194e plaats in het Verenigd Koninkrijk.
"Suffragette City" werd opgenomen op 4 februari 1972, richting het einde van de Ziggy Stardust-sessies. Het bevat een pianoriff die hevig is beïnvloed door Little Richard. Verder bevat het een verwijzing naar de film A Clockwork Orange (het woord "droogie" betekent "vriend") en de makkelijk mee te zingen hook "Wham, bam, thank you ma'am!".
Voordat hij het zelf opnam, had Bowie het nummer aangeboden aan de band Mott the Hoople op de voorwaarde dat zij niet uit elkaar zouden gaan. De groep sloeg het nummer af, maar nam in plaats daarvan wel "All the Young Dudes" op.

## Tracklijst
- Beide nummers geschreven door Bowie.

1. "Suffragette City" - 3:25
2. "Stay" - 3:21

## Muzikanten
- David Bowie: leadzang, gitaar op "Suffragette City", synthesizer op "Stay"
- Mick Ronson: gitaar, piano and ARP synthesizer op "Suffragette City"
- Trevor Bolder: basgitaar op "Suffragette City"
- Mick "Woody" Woodmansey: drums op "Suffragette City"
- Warren Peace: percussie, achtergrondzang op "Stay"
- Earl Slick, Carlos Alomar: elektrische gitaar op "Stay"
- George Murray: basgitaar op "Stay"
- Dennis Davis: drums op "Stay"